# Christian Schwartz (Schriftgestalter)

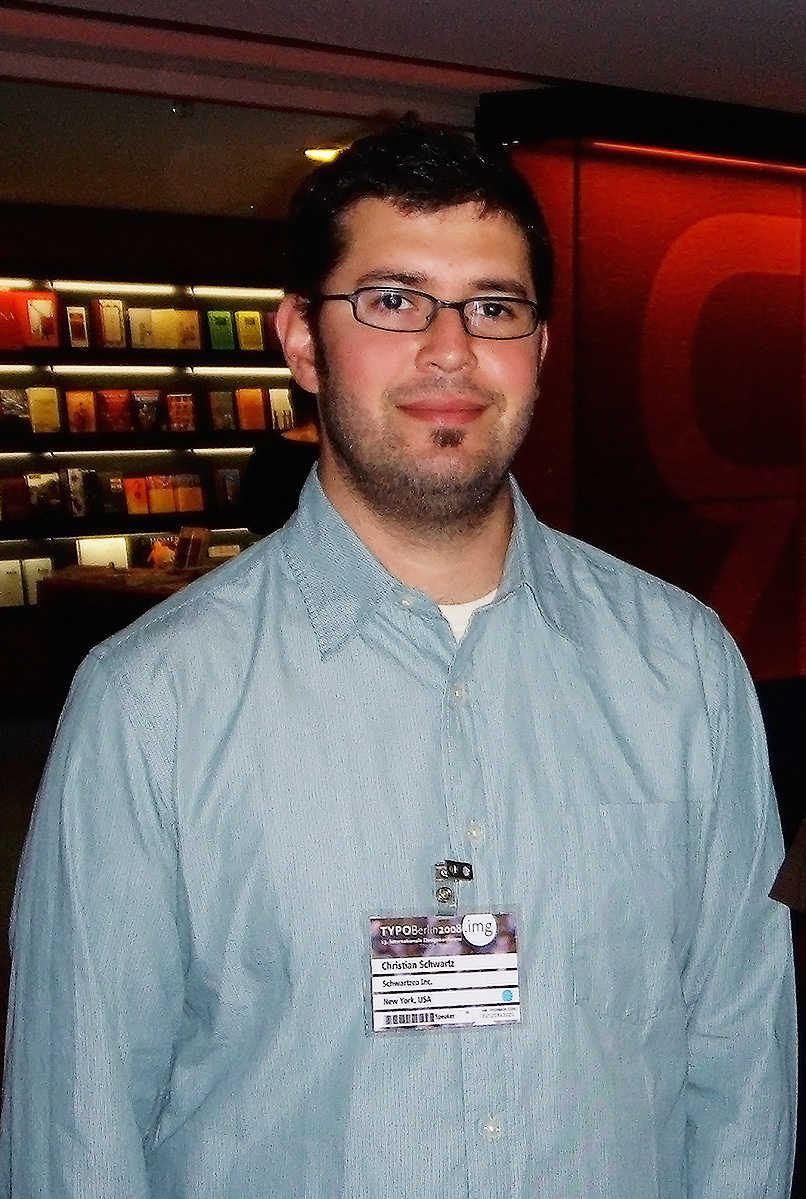
Christian Schwartz (2008)

Christian Schwartz (* 30. Dezember 1977 in Concord, New Hampshire) ist ein amerikanischer Schriftgestalter. Er wurde durch seine Zusammenarbeit mit Erik Spiekermann bekannt (FF Meta Serif, FF Unit, Hausschrift für Bosch). Die Schriftart DB Type, die Schwartz gemeinsam mit Spiekermann für die Deutsche Bahn entworfen hat, wurde 2007 mit dem Designpreis der Bundesrepublik Deutschland ausgezeichnet. 2007 erhielt er zudem den Prix Charles Peignot der Association Typographique Internationale.

## Leben und Wirken
Schwartz studierte Kommunikationsdesign an der Carnegie Mellon University. Hiernach arbeitete er einige Monate für MetaDesign in Berlin. In dieser Zeit wirkte er zum Beispiel an der Gestaltung der Schriften für Volkswagen mit. Zurück in den USA war er zunächst für das Bostoner Unternehmen Font Bureau tätig, bevor er sich 2001 selbständig machte.

## Schriftarten
Unter anderem folgende Schriftarten wurden von Christian Schwartz gestaltet:
- Amplitude, 2003
- Atlas, 1993
- FF Bau, 2002
- Bosch, 2004 (mit Erik Spiekermann)
- DB Type für die Deutsche Bahn, 2005 (mit Erik Spiekermann)
- Eero, 2003 (bezieht sich auf Eero Saarinen)
- Elroy, 1993
- Farnham, 2004
- Flywheel, 1992
- Fritz, 1997
- Guardian Egyptian, 2004 (mit Paul Barnes)
- Hairspray, 1994
- Harrison, 2002
- Houston, 2003
- Casa Latino!, 1999
- Local Gothic, 2006
- Los Feliz, 2001
- Luxury, 2006 (mit Dino Sanchez)
- FF Meta Headline, 2006 (mit Erik Spiekermann & Joshua Darden)
- Morticia, 1995
- Neue Haas Grotesk, 2010
- Neutraface, 2002
- Neutraface Slab, 2009
- FF Oxide, 2005
- Pennsylvania, 2000
- Popular, 2004
- Simian, 2001
- Stag, 2005
- Symantec, 2003 (mit Conor Mangat)
- FF Unit, 2003 (mit Erik Spiekermann)